# 立川橋 (東京都)
立川橋（たちかわばし）とは、東京都立川市にある残堀川の橋。

## 概要
残堀川の下流に位置し、橋を越えると川は日野市に入る。

## 周辺施設
- 国営昭和記念公園